# Diecéze Bahanna
Diecéze Bahanna je titulární diecéze římskokatolické církve.

## Historie
Bahanna, možná identifikovatelná s Henchir-Nebahna v dnešním Tunisku, je starobylé biskupské sídlo nacházející se v římské provincii Byzacena.
Známe tři biskupy této diecéze. Roku 411 na koncilu v Kartágu, kde se sešli katoličtí biskupové a donatisté Afriky byl podepsán donatista Viktor episcopus plebis Bahannensis. Dalším biskupem byl Donát zúčastněný roku 484 koncilu svolaného vandalským králem Hunerichem. Poslední Januarius podepsaný v dopisu biskupů Byzaceny, adresovaný císaři Heraklonovi. Církevní dokumenty také zmiňují Banense monasterium, který byl v blízkosti Maximianensi ecclesiae.
Dnes je využívána jako titulární biskupské sídlo; současným titulárním biskupem je Titus Joseph Mdoe, pomocný biskup arcidiecéze Dar es Salaam.

## Seznam biskupů
- Viktor (zmíněn roku 411)
- Donát (zmíněn roku 484)
- Januarius (zmíněn roku 641)

## Seznam titulárních biskupů
- 1964 - 1968 James Odongo
- 1969 - 1976 Noël Boucheix, S.M.A.
- 1977 - 2003 Philip James Benedict Harvey
- 2003 - 2009 Christopher Charles Prowse
- 2009 - 2012 Thomas Vũ Đình Hiệu
- od 2013 Titus Joseph Mdoe